# Wyższy Instytut Nauk Religijnych św. Tomasza z Akwinu
Instytut Nauk Religijnych św. Tomasza z Akwinu w Kijowie (Ukraina) to instytut, gdzie uzyskuje się wykształcenie wyższe, prowadzony przez Ojców Dominikanów Wikariatu Prowincjalnego Ukrainy św. Michała Archanioła, jest afiliowany przy Papieskim Uniwersytecie Świętego Tomasza z Akwinu (Angelicum).